# Rzetnia
Rzetnia is een plaats in het Poolse district  Kępiński, woiwodschap Groot-Polen. De plaats maakt deel uit van de gemeente Kępno en telt 750 inwoners.